# Pachydesus gravis
Pachydesus gravis is een keversoort uit de familie van de loopkevers (Carabidae). De wetenschappelijke naam van de soort is voor het eerst geldig gepubliceerd in 1899 door Peringuey.